# Open Nederlandse kampioenschappen kortebaanzwemmen 2010
De Open Nederlandse kampioenschappen kortebaanzwemmen 2010 werden gehouden van 3 tot en met 5 december 2010 in het Sloterparkbad in Amsterdam.

## Wedstrijdschema
Hieronder het geplande tijdschema van de wedstrijd, alle aangegeven tijdstippen zijn Midden-Europese Tijd.
| Vrijdag 03/12 | Zaterdag 04/12 | Zondag 05/12 |
| --- | --- | --- |
| Series - vanaf 9:00 uur | | |
| 400 m vrij mannen 400 m vrij vrouwen 200 m rug mannen 200 m rug vrouwen 100 m school mannen 100 m school vrouwen 200 m vlinder mannen 200 m vlinder vrouwen 50 m vrij mannen 50 m vrij vrouwen 200 m wissel mannen 200 m wissel vrouwen 4×200 m vrij mannen 4×100 m vrij vrouwen | 100 m vlinder vrouwen 100 m vlinder mannen 200 m school vrouwen 200 m school mannen 50 m rug vrouwen 50 m rug mannen 400 m wissel mannen 200 m vrij vrouwen 200 m vrij mannen 800 m vrij vrouwen 4×100 m wissel vrouwen 4×100 m vrije mannen | 100 m vrij mannen 100 m vrij vrouwen 100 m rug mannen 100 m rug vrouwen 50 m school mannen 50 m school vrouwen 400 m wissel vrouwen 50 m vlinder mannen 50 m vlinder vrouwen 1500 m vrij mannen 4×100 m wissel mannen 4×200 m vrij vrouwen |
| Finales - vanaf 16:30 uur | | |
| 400 m vrij mannen 400 m vrij vrouwen 200 m rug mannen 200 m rug vrouwen 100 m school mannen 100 m school vrouwen 200 m vlinder mannen 200 m vlinder vrouwen 50 m vrij mannen 50 m vrij vrouwen 200 m wissel mannen 200 m wissel vrouwen 4×200 m vrij mannen 4×100 m vrij vrouwen | 100 m vlinder vrouwen 100 m vlinder mannen 200 m school vrouwen 200 m school mannen 50 m rug vrouwen 50 m rug mannen 400 m wissel mannen 200 m vrij vrouwen 200 m vrij mannen 800 m vrij vrouwen 4×100 m wissel vrouwen 4×100 m vrije mannen | 100 m vrij mannen 100 m vrij vrouwen 100 m rug mannen 100 m rug vrouwen 50 m school mannen 50 m school vrouwen 400 m wissel vrouwen 50 m vlinder mannen 50 m vlinder vrouwen 1500 m vrij mannen 4×100 m wissel mannen 4×200 m vrij vrouwen |

## Nederlandse records
| Datum      | Onderdeel                 | Nieuwe recordhouder   | Tijd    | Oude recordhouder | Tijd    | Datum            |
| ---------- | ------------------------- | --------------------- | ------- | ----------------- | ------- | ---------------- |
| 3 december | 200 meter rugslag (m)     | Nick Driebergen       | 1.53,08 | Nick Driebergen   | 1.53,74 | 19 december 2008 |
| 3 december | 200 meter vlinderslag (v) | Sharon van Rouwendaal | 2.09,77 | Inge Dekker       | 2.09,98 | 7 december 2006  |

## Podia

### Legenda
- NR = Nederlands record
- NRv = Nederlands record verenigingen
- CR = Kampioenschaps record

### Mannen
| Onderdeel            | Goud                                                                           | Goud            | Zilver                                                                                     | Zilver   | Brons                                                             | Brons    |
| -------------------- | ------------------------------------------------------------------------------ | --------------- | ------------------------------------------------------------------------------------------ | -------- | ----------------------------------------------------------------- | -------- |
| Vrije slag           |                                                                                |                 |                                                                                            |          |                                                                   |          |
| 50 m                 | Jan Kersten De Columbiaan Bas van Velthoven NZA                                | 22,30           |                                                                                            |          | Geert Lantink AZ&PC                                               | 22,33    |
| 100 m                | Stefan de Die NZA                                                              | 48,75           | Pieter Timmers Eiffel Swimmers PSV                                                         | 48,76    | Joost Reijns NZA                                                  | 48,87    |
| 200 m                | Stefan de Die NZA                                                              | 1.45,71         | Joost Reijns NZA                                                                           | 1.45,79  | Bas van Velthoven NZA                                             | 1.46,65  |
| 400 m                | Job Kienhuis Eiffel Swimmers PSV                                               | 3.46,28         | Stefan de Die NZA                                                                          | 3.47,57  | Arjen van der Meulen Eiffel Swimmers PSV                          | 3.49,91  |
| 1500 m               | Job Kienhuis Eiffel Swimmers PSV                                               | 14.49,49        | Arjen van der Meulen Eiffel Swimmers PSV                                                   | 15.06,96 | Ferry Weertman Eiffel Swimmers PSV                                | 15.37,51 |
| Rugslag              |                                                                                |                 |                                                                                            |          |                                                                   |          |
| 50 m                 | Nick Driebergen NZA                                                            | 24,58           | Bastiaan Lijesen Eiffel Swimmers PSV                                                       | 24,60    | Jurjen Willemsen Eiffel Swimmers PSV                              | 24,72    |
| 100 m                | Bastiaan Lijesen Eiffel Swimmers PSV                                           | 52,67           | Jurjen Willemsen Eiffel Swimmers PSV                                                       | 53,15    | Sverre Eschweiler Eiffel Swimmers PSV                             | 54,74    |
| 200 m                | Nick Driebergen NZA                                                            | 1.53,08 NR      | Jurjen Willemsen Eiffel Swimmers PSV                                                       | 1.57,65  | Bastiaan Lijesen Eiffel Swimmers PSV                              | 1.59,48  |
| Schoolslag           |                                                                                |                 |                                                                                            |          |                                                                   |          |
| 50 m                 | Lennart Stekelenburg NZA                                                       | 26,85 CR        | Timon Evenhuis TriVia                                                                      | 27,69    | Damien Bernard AZ&PC                                              | 27,75    |
| 100 m                | Lennart Stekelenburg NZA                                                       | 59,24 CR        | Roy Smeenge NZA                                                                            | 1.00,59  | Bram Dekker Eiffel Swimmers PSV                                   | 1.01,28  |
| 200 m                | Devi Wolthuizen TriVia                                                         | 2.12,32         | Sébas van Lith Aqua-Novio'94                                                               | 2.12,57  | Bram Dekker Eiffel Swimmers PSV                                   | 2.12,59  |
| Vlinderslag          |                                                                                |                 |                                                                                            |          |                                                                   |          |
| 50 m                 | Joeri Verlinden NZA                                                            | 23,41           | Tim van Deutekom NZA                                                                       | 24,03    | Damien Bernard AZ&PC                                              | 24,17    |
| 100 m                | Joeri Verlinden NZA                                                            | 50,96           | Jurjen Willemsen Eiffel Swimmers PSV                                                       | 53,13    | Damien Bernard AZ&PC                                              | 53,41    |
| 200 m                | Joeri Verlinden NZA                                                            | 1.53,35 CR      | Fabian Beimin OZ&PC                                                                        | 2.01,23  | Wouter Houtman Eiffel Swimmers PSV                                | 2.04,88  |
| Wisselslag           |                                                                                |                 |                                                                                            |          |                                                                   |          |
| 200 m                | Lennart Stekelenburg NZA                                                       | 1.58,47         | Nick Driebergen NZA                                                                        | 1.59,81  | Devi Wolthuizen TriVia                                            | 2.01,21  |
| 400 m                | Jens Bakker NZA                                                                | 4.22.27         | Davy Verreussel Hellas-Glana                                                               | 4.23,35  | Sébas van Lith Aqua-Novio'94                                      | 4.28,54  |
| Vrije slag estafette |                                                                                |                 |                                                                                            |          |                                                                   |          |
| 4×100 m              | De Dolfijn Stefan de Die Bas van Velthoven Joeri Verlinden Joost Reijns        | 3.14,26 NRv     | AZ&PC Geert Lantink Damien Bernard Joran Barends Robin van Aggele                          | 3.16,63  | DWK Tim van Deutekom Joost Groeneveld Robin Bos Floor Verhaar     | 3.21,68  |
| 4×200 m              | De Dolfijn Joost Reijns Bas van Velthoven Joeri Verlinden Stefan de Die        | 7.04,61 NRv, CR | Eiffel Swimmers PSV Rutger van Oosterhout Job Kienhuis Arjen van der Meulen Pieter Timmers | 7.14,49  | AZ&PC Mark Moussa Joran Barends Geert Lantink Mike Marissen       | 7.34,43  |
| Wisselslag estafette |                                                                                |                 |                                                                                            |          |                                                                   |          |
| 4×100 m              | De Dolfijn Bas van Velthoven Lennart Stekelenburg Joeri Verlinden Joost Reijns | 3.32,67 NRv     | Eiffel Swimmers PSV Bastiaan Lijesen Bram Dekker Jurjen Willemsen Pieter Timmers           | 3.33,39  | AZ&PC Mike Marissen Robin van Aggele Damien Bernard Joran Barends | 3.36,34  |

### Vrouwen
| Onderdeel            | Goud                                                                                            | Goud           | Zilver                                                                                     | Zilver  | Brons                                                                  | Brons   |
| -------------------- | ----------------------------------------------------------------------------------------------- | -------------- | ------------------------------------------------------------------------------------------ | ------- | ---------------------------------------------------------------------- | ------- |
| Vrije slag           |                                                                                                 |                |                                                                                            |         |                                                                        |         |
| 50 m                 | Hinkelien Schreuder Eiffel Swimmers PSV                                                         | 24,32          | Ilse Kraaijeveld Eiffel Swimmers PSV                                                       | 25,20   | Maud van der Meer Eiffel Swimmers PSV                                  | 25,31   |
| 100 m                | Marleen Veldhuis Eiffel Swimmers PSV                                                            | 53,41          | Maud van der Meer Eiffel Swimmers PSV                                                      | 54,26   | Ilse Kraaijeveld Eiffel Swimmers PSV                                   | 54,38   |
| 200 m                | Sharon van Rouwendaal Eiffel Swimmers PSV                                                       | 1.57,03        | Wendy van der Zanden Eiffel Swimmers PSV                                                   | 1.58,00 | Ilse Kraaijeveld Eiffel Swimmers PSV                                   | 1.58,59 |
| 400 m                | Rieneke Terink AZ&PC                                                                            | 4.08,86        | Esmee Vermeulen NZA                                                                        | 4.12,65 | Marieke Nijhuis Eiffel Swimmers PSV                                    | 4.12,81 |
| 800 m                | Marieke Nijhuis Eiffel Swimmers PSV                                                             | 8.43,34        | Marion van den Berg DWK                                                                    | 8.49,61 | Leonie van Noort De Zijl/LGB                                           | 8.55,29 |
| Rugslag              |                                                                                                 |                |                                                                                            |         |                                                                        |         |
| 50 m                 | Hinkelien Schreuder Eiffel Swimmers PSV                                                         | 27,33          | Willemijn Knot De Dolfijn                                                                  | 28,41   | Maaike de Waard De Zeehond '73                                         | 28,71   |
| 100 m                | Wendy van der Zanden Eiffel Swimmers PSV                                                        | 59,66          | Kira Toussaint NZA                                                                         | 1.00,85 | Kimberley Albers Eiffel Swimmers PSV                                   | 1.01,61 |
| 200 m                | Wendy van der Zanden Eiffel Swimmers PSV                                                        | 2.06,53 CR     | Evy Witlox NZA                                                                             | 2.10,49 | Willemijn Knot De Dolfijn                                              | 2.13,36 |
| Schoolslag           |                                                                                                 |                |                                                                                            |         |                                                                        |         |
| 50 m                 | Tessa Brouwer NZA                                                                               | 30,97          | Eline Boers NZA                                                                            | 31,36   | Loes Zanderink AZ&PC                                                   | 31,72   |
| 100 m                | Moniek Nijhuis NZA                                                                              | 1.06,44        | Tessa Brouwer NZA                                                                          | 1.07,62 | Loes Zanderink AZ&PC                                                   | 1.08,21 |
| 200 m                | Moniek Nijhuis NZA                                                                              | 2.24,57        | Tessa Brouwer NZA                                                                          | 2.26,80 | Lona Kroese NZA                                                        | 2.28,14 |
| Vlinderslag          |                                                                                                 |                |                                                                                            |         |                                                                        |         |
| 50 m                 | Marleen Veldhuis Eiffel Swimmers PSV                                                            | 26,01          | Lotte Goosen DIO                                                                           | 26,99   | Willemijn Knot De Dolfijn                                              | 27,10   |
| 100 m                | Marleen Veldhuis Eiffel Swimmers PSV                                                            | 58,07          | Hinkelien Schreuder Eiffel Swimmers PSV                                                    | 58,35   | Willemijn Knot De Dolfijn                                              | 1.00,13 |
| 200 m                | Sharon van Rouwendaal Eiffel Swimmers PSV                                                       | 2.09,77 NR, CR | Lenneke van Schaik Eiffel Swimmers PSV                                                     | 2.15,18 | Andrea Kneppers Eiffel Swimmers PSV                                    | 2.16,16 |
| Wisselslag           |                                                                                                 |                |                                                                                            |         |                                                                        |         |
| 200 m                | Hinkelien Schreuder Eiffel Swimmers PSV                                                         | 2.12,02        | Lieke Verouden AZ&PC                                                                       | 2.14,89 | Joëlle Scheps Eiffel Swimmers PSV                                      | 2.16,13 |
| 400 m                | Sharon van Rouwendaal Eiffel Swimmers PSV                                                       | 4.37,45        | Judith Stap Eiffel Swimmers PSV                                                            | 4.49,25 | Lisa Dreesens Eiffel Swimmers PSV                                      | 4.49,50 |
| Vrije slag estafette |                                                                                                 |                |                                                                                            |         |                                                                        |         |
| 4×100 m              | Eiffel Swimmers PSV Wendy van der Zanden Clarissa van Rheenen Manon Minneboo Maud van der Meer  | 3.41,38        | De Dolfijn Anja van der Hout Silke Oude Weernink Kira Toussaint Lona Kroese                | 3.46,41 | AZ&PC Lieke Verouden Ilse van Hoorn Lotte Wilms Rieneke Terink         | 3.46,83 |
| 4×200 m              | Eiffel Swimmers PSV Maud van der Meer Marieke Nijhuis Clarissa van Rheenen Wendy van der Zanden | 8.03,83        | AZ&PC Lotte Wilms Lieke Verouden Rieneke Terink Ilse van Hoorn                             | 8.05,87 | De Dolfijn Lona Kroese Anja van der Hout Kira Toussaint Willemijn Knot | 8.11,57 |
| Wisselslag estafette |                                                                                                 |                |                                                                                            |         |                                                                        |         |
| 4×100 m              | De Dolfijn Kira Toussaint Moniek Nijhuis Willemijn Knot Lona Kroese                             | 4.04,04        | Eiffel Swimmers PSV Wendy van der Zanden Jocelyn Spruit Lisa Dreesens Clarissa van Rheenen | 4.05,66 | AZ&PC Rieneke Terink Loes Zanderink Kelly de Jong Lieke Verouden       | 4.09,92 |

### Medaillespiegel
| Plaats | Club                | Goud | Zilver | Brons | Totaal |
| 1      | Eiffel Swimmers PSV | 17   | 15     | 15    | 47     |
| 2      | NZA                 | 15   | 11     | 4     | 30     |
| 3      | De Dolfijn          | 4    | 2      | 4     | 10     |
| 4      | AZ&PC               | 1    | 3      | 10    | 14     |
| 5      | Trivia              | 1    | 1      | 1     | 3      |
| 6      | De Columbiaan       | 1    | 0      | 0     | 1      |
| 7      | Aqua-Novio'94       | 0    | 1      | 1     | 2      |
| 7      | DWK                 | 0    | 1      | 1     | 2      |
| 9      | DIO                 | 0    | 1      | 0     | 1      |
| 9      | Hellas-Glana        | 0    | 1      | 0     | 1      |
| 9      | OZ&PC               | 0    | 1      | 0     | 1      |
| 12     | De Zeehond '73      | 0    | 0      | 1     | 1      |
| 12     | De Zijl/LGB         | 0    | 0      | 1     | 1      |
| Totaal | Totaal              | 27   | 25     | 26    | 78     |